# رودیو (فیلم)
«رودیو» (انگلیسی: Rodeo (film)) فیلمی در ژانر است که در سال ۱۹۵۲ منتشر شد.